# Filmfare Awards (2017)
62-я церемония награждения Filmfare Awards проводилась 14 января 2017 года, в городе Бомбей. На ней были отмечены лучшие киноработы на хинди, вышедшие в прокат до конца 2017 года. Ведущими церемонии стали Капил Шарма, Каран Джохар и Шах Рукх Кхан.

## Награды и номинации

### Главные награды
Nominees were announced on 9 January 2017.
| Лучший фильм | Лучшая режиссёрская работа |
| --- | --- |
| - Дангал - Капур и сыновья - Нирджа - Розовый - Султан - Летящий Пенджаб | - Нитеш Тивари – Дангал - Абхишек Чаубей – Летящий Пенджаб - Али Аббас Зафар – Султан - Каран Джохар – Дела сердечные - Рам Мадвани – Нирджа - Шакун Батра – Капур и сыновья |
| Лучший актёр | Лучшая актриса |
| - Аамир Кхан - Дангал в роли Mahavir Singh Phogat - Амитабх Баччан - Розовый в роли Deepak Sehgal - Ранбир Капур - Дела сердечные в роли Ayan Sanger - Салман Кхан - Султан в роли Султан Ali Khan - Шах Рукх Кхан - Фанат в роли Gaurav Chandna / Aryan Khanna - Шахид Капур - Летящий Пенджаб в роли Tejinder "Tommy" Singh - Сушант Сингх Раджпут - М.С.Дхони: нерассказанная история в роли MS Dhoni | - Алиа Бхатт - Летящий Пенджаб в роли Bauria / Mary Jane - Айшвария Рай Баччан - Сарабджит в роли Dalbir Kaur - Алиа Бхатт - Дорогой Зиндаги в роли Kaira - Анушка Шарма - Дела сердечные в роли Alizeh Khan - Сонам Капур - Нирджа в роли Нирджа Bhanot - Видья Балан - История 2 в роли Vidya Sinha / Durga Rani Singh |
| Мужская роль второго плана | Женская роль второго плана |
| - Риши Капур - Капур и сыновья в роли Amarjeet "Dadu" Kapoor - Дилджит Досанджх - Летящий Пенджаб в роли ASI Sartaj Singh - Фавад Кхан - Капур и сыновья в роли Rahul Kapoor - Джим Сарбх - Нирджа в роли Khalil - Раджат Капур - Капур и сыновья в роли Harsh Kapoor - Раджкумар Рао - Алигарх в роли Deepu Sebastian                                                                                   | - Шабана Азми - Нирджа в роли Rama Bhanot - Карина Капур - Летящий Пенджаб в роли Dr. Preet Sahni - Kirti Kulhari - Розовый в роли Falak Ali - Рэтна Патхак - Капур и сыновья в роли Sunita Kapoor - Рича Чадда - Сарабджит в роли Sukhpreet Kaur                                                                        |
| Лучший мужской дебют | Лучший женский дебют |
| - Дилджит Досанджх – Летящий Пенджаб в роли ASI Sartaj Singh | - Ритика Сингх – Особо упрямый в роли Madhi |
| Лучшая музыка к песне для фильма | Лучшие слова к песне для фильма |
| - Притам - Дела сердечные - Meet Bros, Amaal Mallik, Manj Musik, Анкит Тивари - Бунтарь - Амит Триведи - Летящий Пенджаб - Amaal Mallik, Бадхаш, Арко Право Махержи, Танишк Багхчи, Бенни Давал, Nucleya - Капур и сыновья - Шанкар-Эхсан-Лой - Мирза - Вишал-Шекхар - Султан | - Амитабх Бхаттачария - "Channa Mereya" - Дела сердечные - Гулзар - "Aave Re Hitchki" - Мирза - Гулзар - "Мирза" - Мирза - Иршад Камиль - "Jag Ghoomeya" - Султан - Каусар Мунир - "Love You Zindagi" - Дорогой Зиндаги - Шив Кумар - "Ikk Kudi" - Летящий Пенджаб                                                       |
| Лучший мужской закадровый вокал | Лучший женский закадровый вокал |
| - Arijit Singh - "Дела сердечные" - Дела сердечные - Амит Мисра - "Bulleya" - Дела сердечные - Arijit Singh - "Channa Mereya" - Дела сердечные - Атиф Аслам - "Tere Sang Yaara" - Рустом - Rahat Fateh Ali Khan - "Jag Ghoomeya" - Султан | - Неха Басин - "Jag Ghoomeya" - Султан - Каника Капур - "Da Da Dasse" - Летящий Пенджаб - Jonita Gandhi - "The Breakup Song" - Дела сердечные - Neeti Mohan - "Sau Aasmaan" - Смотри ещё раз - Palak Muchhal - "Kaun Tujhe" - М.С.Дхони: нерассказанная история - Qurat-ul-Ain Balouch - "Kaari Kaari" - Розовый         |

### Награды критиков
| Лучший фильм                                               | Лучший фильм           |
| ---------------------------------------------------------- | ---------------------- |
| - Нирджа – Рам Мадвани                                     |                        |
| Лучший актёр                                               | Лучшая актриса         |
| - Манодж Баджпаи - Алигарх - Шахид Капур - Летящий Пенджаб | - Сонам Капур - Нирджа |

### Технические награды
| Лучший сюжет                                             | Лучший сценарий                                          |
| -------------------------------------------------------- | -------------------------------------------------------- |
| - Шакун Батра и Ayesha Devitre Dhillon - Капур и сыновья | - Шакун Батра и Ayesha Devitre Dhillon - Капур и сыновья |
| Лучший диалог в фильме                                   | Лучший монтаж                                            |
| - Ritesh Shah - Розовый                                  | - Monisha Baldawa - Нирджа                               |
| Лучшая хореография                                       | Лучшая операторскую работу                               |
| - Adil Shaikh - Kar Gayi Chull в Капур и сыновья'        | - Mitesh Mirchandani - Нирджа'                           |
| Лучшая работа художника-постановщика                     | Лучший звук                                              |
|                                                          | - Vivek Sachidanand - Фобия                              |
| Лучший дизайн костюмов                                   | За влияние в киноиндустрии                               |
| - Payal Saluja - Летящий Пенджаб                         | - Sameer Uddin - Капур и сыновья'                        |
| Лучшие спецэффекты                                       | Лучшая постановка боевых сцен                            |
| - Red Chillies Entertainment - Фанат                     | - Shyam Kaushal - Дангал                                 |

### Специальные награды
| Пожизненные достижения                      |
| ------------------------------------------- |
| - Шатругхан Синха                           |
| Награда имени Р. Д. Бурмана                 |
| - Амит Мисра - Bulleya из Дела сердечные    |
| Лучший режиссёрский дебют                   |
| - Ashwini Iyer Tiwari - Новая одноклассница |

## Короткометражные фильмы
| Лучшая мужская роль в короткометражном фильме | Лучшая женская роль в короткометражном фильме    |
| --------------------------------------------- | ------------------------------------------------ |
| - Манодж Баджпаи - 'Taandav                   | - Тиска Чопра - Chutney                          |
| Лучший короткометражный фильм (Non-fiction)   | Лучший короткометражный фильм (Fiction)          |
| - Khamakha                                    | - Matitali Kusti                                 |
| Лучший производственный дизайн                | Лучший короткометражный фильм по мнению зрителей |
| - Aparna Sud - Нирджа                         | - Chutney                                        |

## Наибольшее количество номинаций и побед
- Нирджа - 6
- Капур и сыновья - 5
- Дела сердечные, Дангал and Летящий Пенджаб - 4